# Holger Schwarz-Nielsen
Holger Schwarz-Nielsen (12. april 1889 på Frederiksberg – 14. august 1978) var en dansk officer og kammerherre.
Han var søn af ritmester, statskonsulent J.C.A. Schwarz-Nielsen og hustru Mathilde f. Jensen, blev student fra Vestre Borgerdydskole 1907, sekondløjtnant 1910 og premierløjtnant ved 1. regiment samme år, forsat til Den Kongelige Livgarde 1917, kaptajn 1920, tjenstgørende ved Hærens Officersskole 1922-26. Schwarz-Nielsen var kompagnichef ved 5. bataljon 1926-27, blev atter forsat til Livgarden 1927, oberstløjtnant 1932, chef for 3. livgardebataljon og slutteligt oberst og chef for Livgarden 1941. Han tog afsked fra Hæren 1946 og var tjenstgørende kammerherre hos H.M. Dronning Alexandrine 1948-52. Schwarz-Nielsen var Kommandør af Dannebrogordenen, Dannebrogsmand, modtog Hæderstegnet for god tjeneste ved Hæren og en række udenlandske ordener.